# Zhu Ziangcai
Zhu Ziangcai – chiński judoka.
Brązowy medalista igrzysk azjatyckich w 1986 roku.